# Wijken en buurten in Bergeijk
De Nederlandse gemeente Bergeijk is voor statistische doeleinden onderverdeeld in wijken en buurten. De gemeente is verdeeld in de volgende statistische wijken:
- Wijk 00 Bergeijk (CBS-wijkcode:172400)
- Wijk 01 Weebosch (CBS-wijkcode:172401)
- Wijk 02 Luyksgestel (CBS-wijkcode:172402)
- Wijk 03 Riethoven (CBS-wijkcode:172403)
- Wijk 04 Westerhoven (CBS-wijkcode:172404)

Een statistische wijk kan bestaan uit meerdere buurten. Onderstaande tabel geeft de buurtindeling met kentallen volgens het Centraal Bureau voor de Statistiek (2008):
| CBS-buurtcode | Buurtnaam                     | Inwonertal | Opp. totaal (ha) | Opp. land (ha) | Ligging                |
| ------------- | ----------------------------- | ---------- | ---------------- | -------------- | ---------------------- |
| BU17240000    | Bergeyk-Hof                   | 8400       | 393              | 393            | Locatie in de gemeente |
| BU17240001    | Bergeyk-Loo                   | 880        | 165              | 165            | Locatie in de gemeente |
| BU17240002    | Industrieterrein Bergeyk      | 190        | 59               | 58             | Locatie in de gemeente |
| BU17240008    | Verspreide huizen Bergeyk-Hof | 250        | 1785             | 1759           | Locatie in de gemeente |
| BU17240009    | Verspreide huizen Bergeyk-Loo | 360        | 916              | 916            | Locatie in de gemeente |
| BU17240100    | Weebosch                      | 530        | 72               | 72             | Locatie in de gemeente |
| BU17240109    | Verspreide huizen Weebosch    | 160        | 1715             | 1715           | Locatie in de gemeente |
| BU17240200    | Luyksgestel                   | 2420       | 234              | 234            | Locatie in de gemeente |
| BU17240201    | Rijt                          | 180        | 188              | 188            | Locatie in de gemeente |
| BU17240209    | Verspreide huizen             | 350        | 1842             | 1840           | Locatie in de gemeente |
| BU17240300    | Riethoven                     | 1450       | 80               | 80             | Locatie in de gemeente |
| BU17240301    | Walik en De Hobbel            | 390        | 65               | 65             | Locatie in de gemeente |
| BU17240309    | Verspreide huizen Riethoven   | 520        | 1569             | 1564           | Locatie in de gemeente |
| BU17240400    | Westerhoven                   | 1590       | 150              | 150            | Locatie in de gemeente |
| BU17240401    | Loveren en Braambosch         | 340        | 154              | 153            | Locatie in de gemeente |
| BU17240409    | Verspreide huizen Westerhoven | 80         | 792              | 754            | Locatie in de gemeente |